# Последовательность Битти
Однородная последовательность Битти — последовательность целых чисел, являющихся целыми частями от положительных чисел, кратных положительному иррациональному числу. Последовательности Битти названы в честь Сэмюэля Битти, написавшего о них в 1926 году. Последовательности Битти также могут быть использованы для генерации последовательностей Штурма.

## Определение последовательности Битти
Последовательность Битти, основанием для которой служит какое-либо положительное иррациональное число {\displaystyle r}, можно задать следующим образом:
{\displaystyle {\mathcal {B}}_{r}=(\lfloor r\rfloor ,\lfloor 2r\rfloor ,\lfloor 3r\rfloor ,\ldots )}
В случае, если {\displaystyle r>1\,}, то {\displaystyle s={\frac {r}{r-1}}} тоже является положительным иррациональным числом, причем две последовательности Битти, которые они задают, а именно,
{\displaystyle {\mathcal {B}}_{r}=(\lfloor nr\rfloor )_{n\geq 1}} и
{\displaystyle {\mathcal {B}}_{s}=(\lfloor ns\rfloor )_{n\geq 1}},
образуют пару комплементарных последовательностей Битти. Здесь слово «комплементарный» означает, что каждое положительное целое число принадлежит ровно к одной из этих двух последовательностей.

## Примеры последовательностей Битти
В случае, где {\displaystyle r=\varphi }, где {\displaystyle \varphi } - золотое сечение, имеем {\displaystyle s=r+1}. В этом случае, последовательность {\displaystyle {\mathcal {B}}_{r}={\mathcal {\check {W}}}}, становится нижней последовательностью Витхоффа:
- 1, 3, 4, 6, 8, 9, 11, 12, 14, 16, 17, 19, 21, 22, 24, 25, 27, 29, ... последовательность A000201 в OEIS.

Комплементарной последовательностью {\displaystyle {\mathcal {B}}_{s}}, является последовательность {\displaystyle {\widehat {\mathcal {W}}}} - верхняя последовательность Витхоффа:
- 2, 5, 7, 10, 13, 15, 18, 20, 23, 26, 28, 31, 34, 36, 39, 41, 44, 47, ... последовательность A001950 в OEIS.

С другой стороны, для {\displaystyle r={\sqrt {2}}}, имеем {\displaystyle s=2+{\sqrt {2}}}. В этом случае вырождаются следующие последовательности:
- 1, 2, 4, 5, 7, 8, 9, 11, 12, 14, 15, 16, 18, 19, 21, 22, 24, ... последовательность A001951 в OEIS и
- 3, 6, 10, 13, 17, 20, 23, 27, 30, 34, 37, 40, 44, 47, 51, 54, 58, ... последовательность A001952 в OEIS.

Для {\displaystyle r=\pi } и {\displaystyle s={\cfrac {\pi }{\pi -1}}} вырождаются последовательности
- 3, 6, 9, 12, 15, 18, 21, 25, 28, 31, 34, 37, 40, 43, 47, 50, 53, ... последовательность A022844 в OEIS и
- 1, 2, 4, 5, 7, 8, 10, 11, 13, 14, 16, 17, 19, 20, 22, 23, 24, 26, ... последовательность A054386 в OEIS.

Любое число из первой последовательности отсутствует во второй, и наоборот.

## История
Последовательность Битти получила свое название от задачи, поставленной в Американском математическом ежемесячнике Самуэлем Битти в 1926 году. Это, вероятно, одна из наиболее часто цитируемых проблем, когда-либо поставленных в данном журнале. Однако даже раньше, в 1894 году, такие последовательности были кратко упомянуты Рэлеем во втором издании его книги «Теория звука».

## Теорема Рэлея о последовательности Битти (теорема Битти)
Теорема Рэлея, названная в честь лорда Рэлея, утверждает, что дополнение последовательности Битти, состоящее из положительных целых чисел, которые не находятся в последовательности, само по себе является последовательностью Битти, порожденной другим иррациональным числом.

Всегда существует {\displaystyle s>1}, такое, что последовательности {\displaystyle {\mathcal {B}}_{r},\ {\mathcal {B}}_{s}} разбивают множество {\displaystyle \mathbb {Z} ^{+}} на множества натуральных чисел {\displaystyle {\mathcal {N}}_{1}...{\mathcal {N}}_{i}}, такие, что каждый элемент этого множества принадлежит ровно к одной из двух последовательностей.

### Доказательство
Пусть {\displaystyle r>1\,} и {\displaystyle s={\frac {r}{r-1}}}. Докажем, что {\displaystyle \forall x\in \mathbb {Z} ^{+}:x\ {\overset {!}{\in }}\ {\mathcal {B}}_{r|s}} , где операнд "|" является операндом "или". Мы сделаем это, рассматривая порядковые позиции, занимаемые всеми дробями {\displaystyle {\frac {j}{r}}} и {\displaystyle {\frac {k}{s}}}, совместно перечисленными в неубывающем порядке для {\displaystyle j,k\in \mathbb {Z} ^{+}}.
Чтобы увидеть, что никакие два числа не могут занимать одну и ту же позицию (как одно число), предположим, что, наоборот, {\displaystyle \exists j,k\in \mathbb {Z} ^{+}:{\frac {j}{r}}={\frac {k}{s}}}, тогда дроби {\displaystyle {\frac {r}{s}}={\frac {j}{k}}\in \mathbb {Z} }, но, в то же время, {\displaystyle {\frac {r}{s}}=r(1-{\frac {1}{r}})=r-1}, и эта дробь не принадлежит множеству целых чисел. Поэтому никакие два числа не занимают одну и ту же позицию.
Для любой дроби {\displaystyle {\frac {j}{r}}}, существует ровно {\displaystyle j} чисел {\displaystyle {\frac {i}{r}}\leq {\frac {j}{r}}} и ровно {\displaystyle \lfloor js/r\rfloor } чисел {\displaystyle {\frac {k}{s}}\leq {\frac {j}{r}}}, так что позиция дроби {\displaystyle {\frac {j}{r}}} в своеобразном массиве будет {\displaystyle j+\lfloor js/r\rfloor }. Уравнение {\displaystyle {\frac {1}{r}}+{\frac {1}{s}}=1} превращается в следующее:
{\displaystyle j+\lfloor {\frac {js}{r}}\rfloor =j+\lfloor j(s-1)\rfloor =\lfloor js\rfloor }.
Аналогично, позиция дроби {\displaystyle {\frac {k}{s}}} в массиве будет {\displaystyle \lfloor kr\rfloor }.

Вывод: каждое положительное целое число (то есть каждая позиция в списке) имеет вид {\displaystyle \lfloor nr\rfloor } или {\displaystyle \lfloor ns\rfloor }, но не оба одновременно. Обратное утверждение также верно: если {\displaystyle p,q\in \mathbb {R} }, так что каждое положительное целое число встречается ровно один раз в приведенном выше списке, то {\displaystyle p,q\in \mathbb {I} ;\ {\frac {1}{p}}+{\frac {1}{q}}=1}.

## Обобщения
Если немного её изменить, то теорема Рэлея может быть обобщена на положительные действительные числа (не обязательно иррациональные), а также на отрицательные целые числа: если положительные действительные числа удовлетворяют {\displaystyle r} и {\displaystyle s} удовлетворяют {\displaystyle 1/r+1/s=1}, последовательности {\displaystyle (\lfloor mr\rfloor )_{m\in \mathbb {Z} }} и {\displaystyle (\lceil ns\rceil -1)_{n\in \mathbb {Z} }} образуют раздел целых чисел. Например, белые и черные клавиши клавиатуры фортепиано распределяются в виде таких последовательностей для {\displaystyle r=12/7} и {\displaystyle s=12/5}.
Теорема Ламбека-Мозера обобщает теорему Рэлея и демонстрирует, что более общие пары последовательностей, определяемые из целочисленной функции и её обратной функции, обладают тем же свойством разбивать целые числа.
Теорема Успенского утверждает, что если {\displaystyle \alpha _{1},\ldots ,\alpha _{n}} положительные действительные числа, такие как {\displaystyle (\lfloor k\alpha _{i}\rfloor )_{k,i\geq 1}}, содержат все положительные целые числа ровно один раз, тогда {\displaystyle n\leq 2.} То есть не существует эквивалента теоремы Рэлея для трех или более последовательностей Битти.
Важными темами в последовательности Битти являются: простые числа и суммы значений арифметических функций.

## Список литературы
1. ↑  Beatty, Samuel;. Problem 3173 (англ.) // American Mathematical Monthly : journal. — 1926. — Vol. 33, no. 3. — P. 159. — doi:10.2307/2300153.
2. ↑  S. Beatty; A. Ostrowski; J. Hyslop; A. C. Aitken. Solutions to Problem 3173 (англ.) // American Mathematical Monthly : journal. — 1927. — Vol. 34, no. 3. — P. 159—160. — doi:10.2307/2298716. — JSTOR 2298716.
3. 1 2  John William Strutt, 3rd Baron Rayleigh. The Theory of Sound. — Second. — Macmillan, 1894. — Т. 1. — С. 123.
4. ↑  J. V. Uspensky, On a problem arising out of the theory of a certain game, Amer. Math. Monthly 34 (1927), pp. 516–521.
5. ↑  R. L. Graham, On a theorem of Uspensky Архивная копия от 17 февраля 2021 на Wayback Machine, Amer. Math. Monthly 70 (1963), pp. 407–409.